# Beijing Hyundai Motor Company
Beijing Hyundai Motor Company Corporation ist ein Hersteller von Automobilen in der Volksrepublik China.

## Unternehmensgeschichte
Beijing Automotive Industry Holding und Hyundai Motor Company gründeten 2002 das gemeinsame Unternehmen in Peking. Die Produktion von Automobilen begann. Der Markenname lautet Hyundai.

## Fahrzeuge

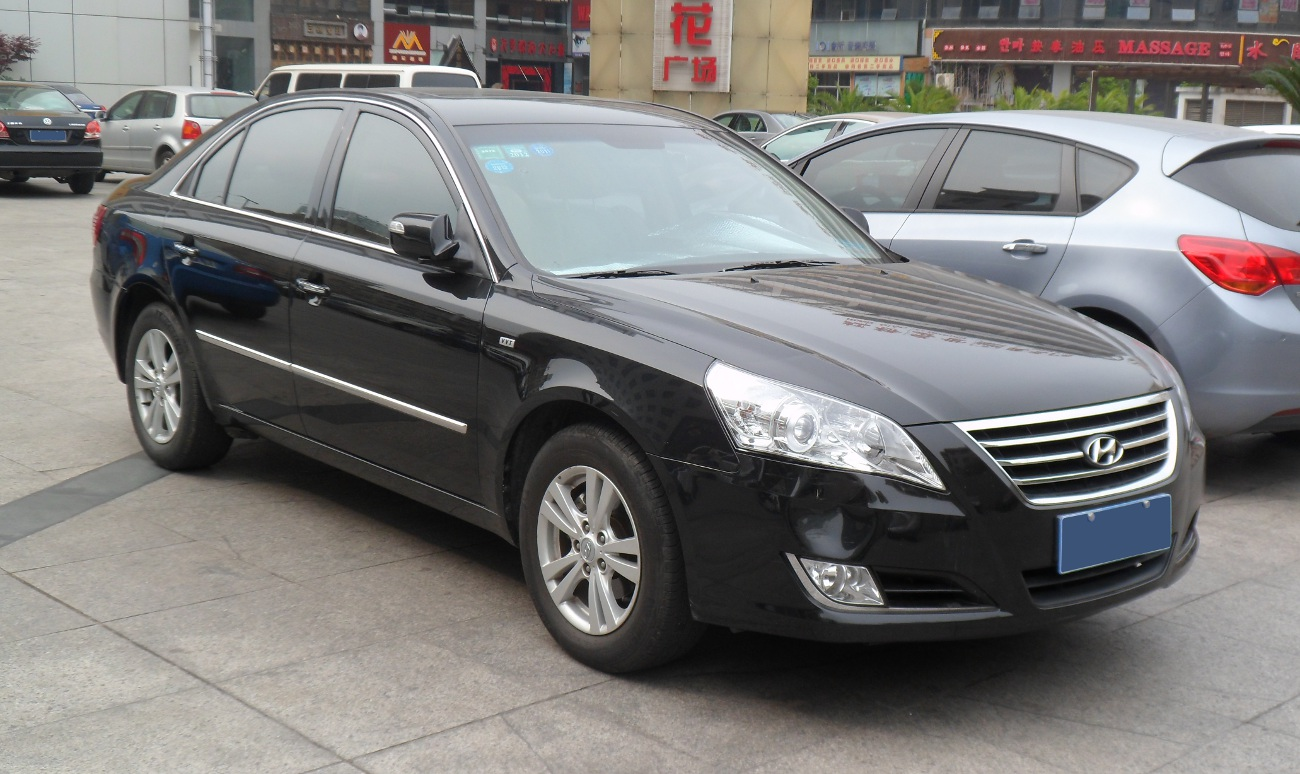
Hyundai Sonata

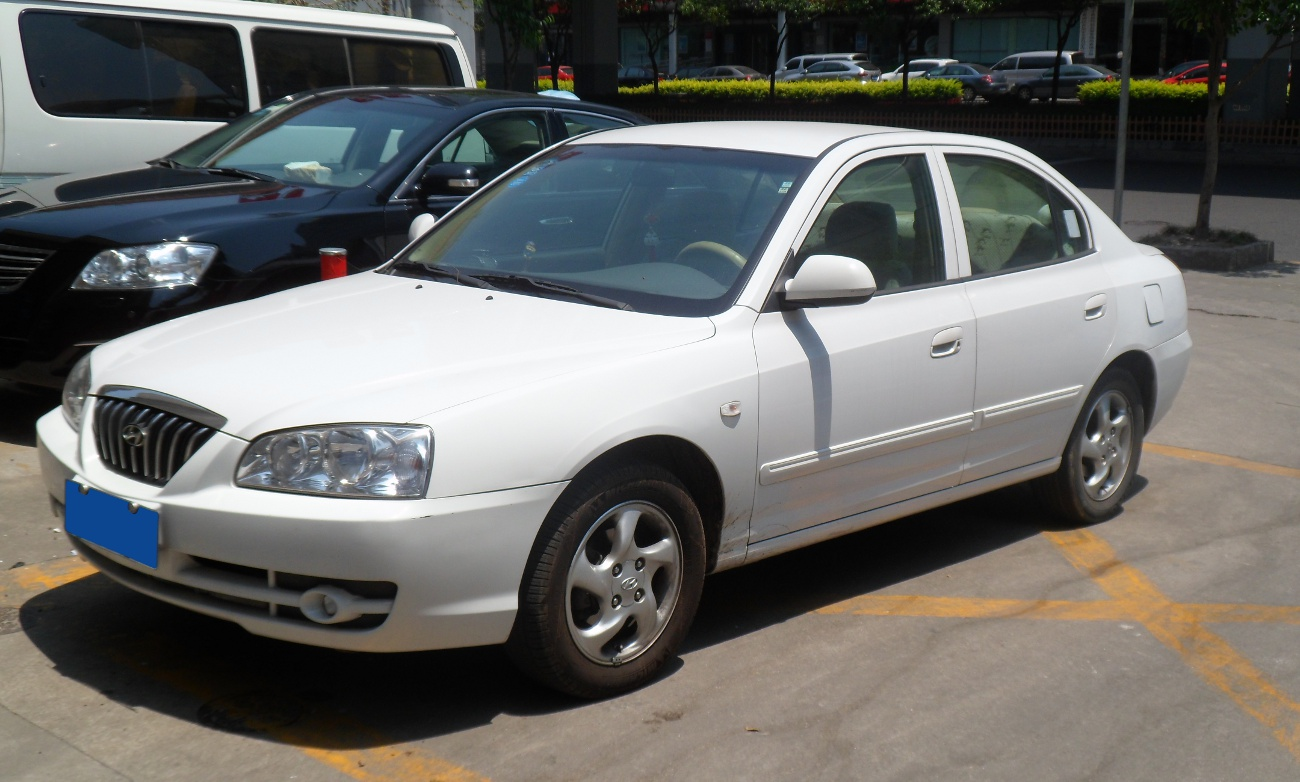
Hyundai Elantra

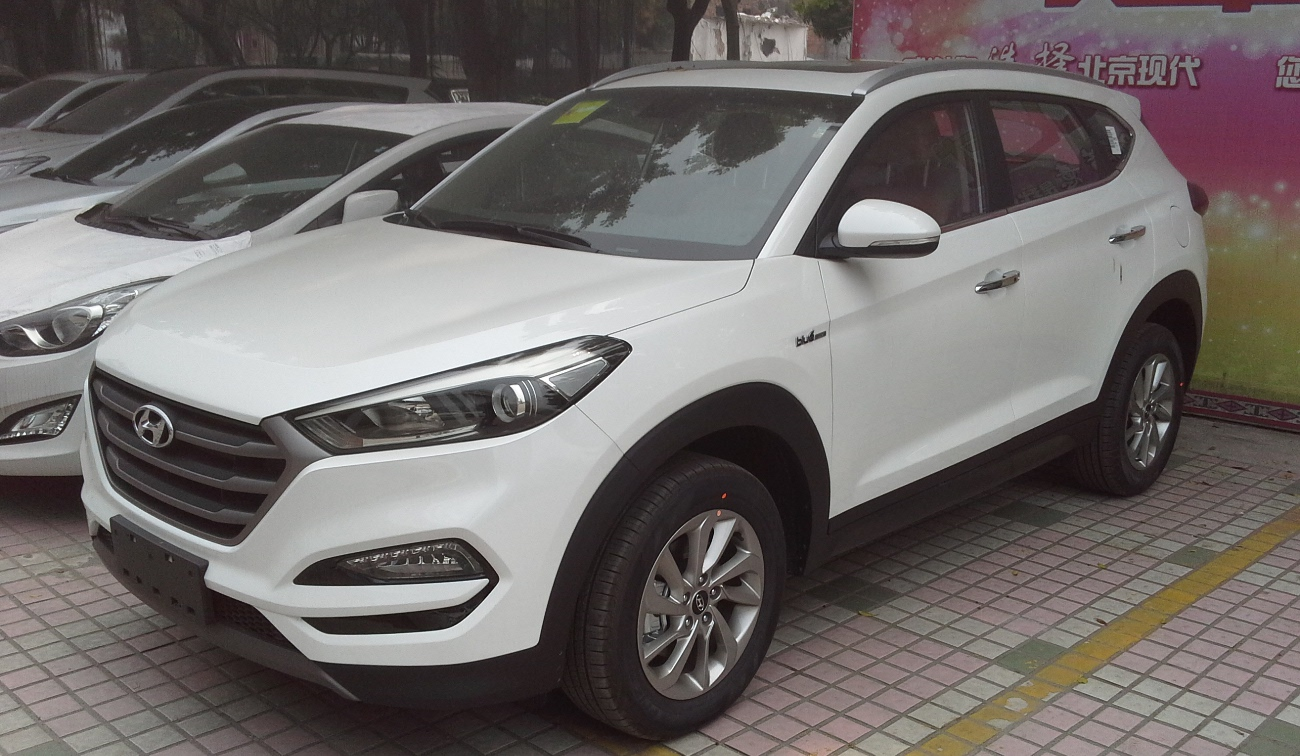
Hyundai Tucson

Im November 2002 erschien als erstes Modell eine Lizenzausgabe des Hyundai Sonata in den Ausführungen BH 7200 A mit einem Motor mit 1997 cm³ Hubraum und 137 PS Leistung sowie BH 7270 A mit einem V6-Motor mit 2656 cm³ Hubraum und 178 PS Leistung.
Im Dezember 2003 folgte der Hyundai Elantra als BH 7160 A mit 1600 cm³ Hubraum und 112 PS sowie als BH 7180 A mit 1800 cm³ Hubraum und 131 PS Leistung.
Im Juni 2005 folgten das SUV Hyundai Tucson mit einem V6-Motor mit 2700 cm³ Hubraum sowie ein neuer Sonata der Baureihe NF in den Ausführungen 2.0, 2.4 und 3.3.

## Submarke Shouwang
Am 12. Oktober 2011 wurde bekannt, dass das Unternehmen eine Billigmarke einführen möchte. Auf der Guangzhou Auto Show im gleichen Jahr in Guangzhou wurde unter der Submarke Shouwang ein Elektroauto präsentiert. Eine andere Quelle gibt an, dass das Modell BHCD-1 ein Hybrid sei, während für die Serienausführung ein Ottomotor vorgesehen sei. Auf der Auto China 2012 in Peking wurde das Konzeptfahrzeug erneut präsentiert und der Hybridantrieb bestätigt. Eine Markteinführung ist nicht bekannt.

## Produktions- und Zulassungszahlen in China
| Jahr | Produktionszahlen | Quelle      | Zulassungszahlen der Marke in China |
| ---- | ----------------- | ----------- | ----------------------------------- |
| 2000 | 0                 | [ 2 ] [ 9 ] |                                     |
| 2001 | 0                 | [ 2 ] [ 9 ] |                                     |
| 2002 | 1.356             | [ 2 ] [ 9 ] |                                     |
| 2003 | 55.113            | [ 2 ] [ 9 ] | 52.128                              |
| 2004 | 150.158           | [ 9 ]       | 199.869                             |
| 2005 | 230.688           | [ 10 ]      | 299.966                             |
| 2006 | 290.088           | [ 10 ]      | 326.215                             |
| 2007 | 231.888           | [ 10 ]      | 236.446                             |
| 2008 |                   |             | 339.429                             |
| 2009 |                   |             | 570.309                             |
| 2010 |                   |             | 703.008                             |
| 2011 |                   |             | 739.800                             |
| 2012 |                   |             | 855.995                             |
| 2013 |                   |             | 1.030.808                           |
| 2014 |                   |             | 1.120.048                           |
| 2015 |                   |             | 1.029.569                           |
| 2016 |                   |             | 1.142.016                           |
| 2017 |                   |             | 785.426                             |
| 2018 |                   |             | 790.746                             |
| 2019 |                   |             | 685.738                             |